# Hvaler
Hvaler es un municipio de la provincia de Østfold, Noruega. Tiene una población de 4480 personas según el censo de 2015. Está formado por un grupo de islas ubicadas en la parte sudoeste de la provincia. El centro administrativo del municipio es el pueblo de Skjærhalden, en la isla de Kirkeøy.

## Información general

### Etimología
El nombre proviene de la forma plural de hval que significa «ballena», debido a la supuesta forma de las islas. Antes de 1889 el nombre era escrito Hvaløerne.

### Escudo de armas
El escudo de armas le fue concedido el 9 de diciembre de 1983. Muestra un bote color plata sobre un fondo azul. Este tipo de bote era típico en el siglo XIII. Este símbolo fue escogido debido a la dependencia de la isla a los botes durante toda su historia y debido a que la pesca y la navegación han sido las mayores actividades económicas durante muchos siglos.

## Geografía
Al sur de Shjærhalden hay una cadena de islas deshabitadas así como varios cientos de cayos. Las mayores islas son llamadas Nordre Sandøy, Søndre Sandøy, Hærføl, Søndre Lauer y Nordre Lauer. Otra isla más pequeña es Tisler. En todas estas islas, con la excepción de Søndre Lauer, las casas de verano llenan el paisaje. Las islas de Søndre Sandøy y Hærføl son las únicas dos islas que tienen tiendas locales y vías que soportan el tráfico vehicular.
Nordre Sandøy, la más al norte de esta cadena de islas al sur de Hvaler es una de las mayores, con una flora distintiva y diversidad de fauna. Aunque está equipada con buenas vías el tráfico vehicular está prohibido y no existe actividad comercial. En gran medida, esto da a sus habitantes (mayormente vacacionistas veraniegos) una mayor sensación de aislamiento de la normalmente agitada vida noruega y actúa como un amortiguador contra la contaminación.
Se cree que Nordre Sandøy fue una de las bases de Peter Tordenskjold durante su época de corsario. Una de las bahías de la isla es llamada Tordenskjoldsbutka (en noruego: Bahía de Tordenskjold). Los restos de dos corsarios han sido encontrados en la isla. Algunas leyendas cuentan que Tordenskjold enterró algunos de sus tesoros allí. En 1997, un jovencito del lugar encontró tres antiguas monedas de oro mientras buseaba en el área.
Hvaler es la zona geográfica más soleada de Noruega. La estación meteorológica más cercana está en las Islas Koster justo en la frontera con Suecia.

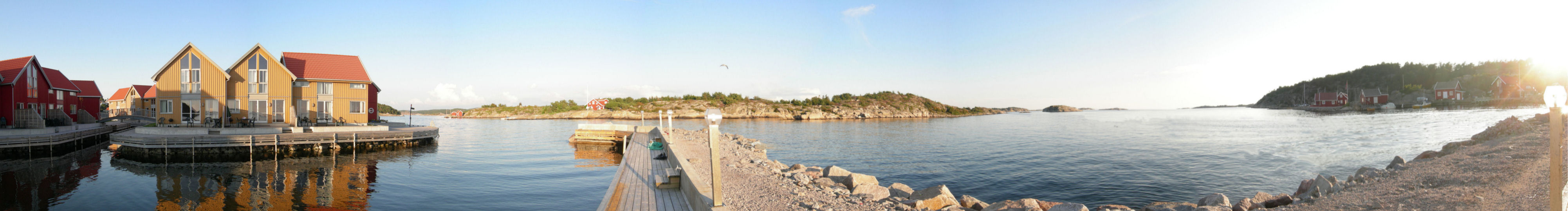
Panorama del puerto de Skjærhalden.